# Бокша
Бокша (рум. Bocșa) — місто у повіті Караш-Северін в Румунії.
Місто розташоване на відстані 360 км на захід від Бухареста, 15 км на північний захід від Решиці, 57 км на південний схід від Тімішоари.

## Населення
За даними перепису населення 2002 року у місті проживали 16 911 осіб.
Національний склад населення міста:
| Національність            | Кількість осіб | Відсоток |
| ------------------------- | -------------- | -------- |
| румуни                    | 15041          | 88,9%    |
| цигани                    | 643            | 3,8%     |
| угорці                    | 596            | 3,5%     |
| німці                     | 432            | 2,6%     |
| словаки                   | 64             | 0,4%     |
| серби                     | 61             | 0,4%     |
| українці                  | 28             | 0,2%     |
| чехи                      | 17             | 0,1%     |
| хорвати                   | 9              | 0,1%     |
| болгари                   | 7              | < 0,1%   |
| росіяни-липовани          | 5              | < 0,1%   |
| турки                     | 1              | < 0,1%   |
| євреї                     | 1              | < 0,1%   |
| поляки                    | 1              | < 0,1%   |
| не вказали національність | 3              | < 0,1%   |

Рідною мовою назвали:
| Мова                  | Кількість осіб | Відсоток |
| --------------------- | -------------- | -------- |
| румунська             | 15582          | 92,1%    |
| угорська              | 474            | 2,8%     |
| циганська             | 394            | 2,3%     |
| німецька              | 316            | 1,9%     |
| сербська              | 49             | 0,3%     |
| словацька             | 44             | 0,3%     |
| українська            | 23             | 0,1%     |
| чеська                | 11             | 0,1%     |
| болгарська            | 6              | < 0,1%   |
| хорватська            | 5              | < 0,1%   |
| російська             | 2              | < 0,1%   |
| турецька              | 1              | < 0,1%   |
| не вказали рідну мову | 3              | < 0,1%   |

Склад населення міста за віросповіданням:
| Релігія                                       | Кількість осіб | Відсоток |
| --------------------------------------------- | -------------- | -------- |
| православні                                   | 12992          | 76,8%    |
| п'ятдесятники                                 | 1221           | 7,2%     |
| римо-католики                                 | 1195           | 7,1%     |
| баптисти                                      | 968            | 5,7%     |
| реформати                                     | 137            | 0,8%     |
| греко-католики                                | 126            | 0,7%     |
| адвентисти                                    | 42             | 0,2%     |
| не релігійні                                  | 33             | 0,2%     |
| бретрени                                      | 32             | 0,2%     |
| лютерани                                      | 19             | 0,1%     |
| лютерани (Аугсбурзького сповідання)           | 17             | 0,1%     |
| лютерани (Синодально-пресвітеріанська церква) | 11             | 0,1%     |
| старообрядці                                  | 9              | 0,1%     |
| юдеї                                          | 6              | < 0,1%   |
| атеїсти                                       | 5              | < 0,1%   |
| мусульмани                                    | 3              | < 0,1%   |
| унітарії                                      | 1              | < 0,1%   |
| не вказали релігію                            | 15             | 0,1%     |

## Зовнішні посилання
- Дані про місто Бокша на сайті Ghidul Primăriilor [Архівовано 6 лютого 2012 у Wayback Machine.]